# Fjuksökallarna
Fjuksökallarna is een Zweeds eiland / zandbank behorend tot de Lule-archipel. Het eiland ligt eenzaam in de Fjuksöfjord, rondom het eiland ligt voor 2,5 kilometer geen ander land dat boven de zeespiegel uitkomt. Aan de oostzijde van die leegte ligt het hoofdeiland en haar naamgever Fjuksön (kalla is Zweeds voor noemen). Het heeft geen vaste oeververbindingen en is onbebouwd.